# Blåsut, Örebro

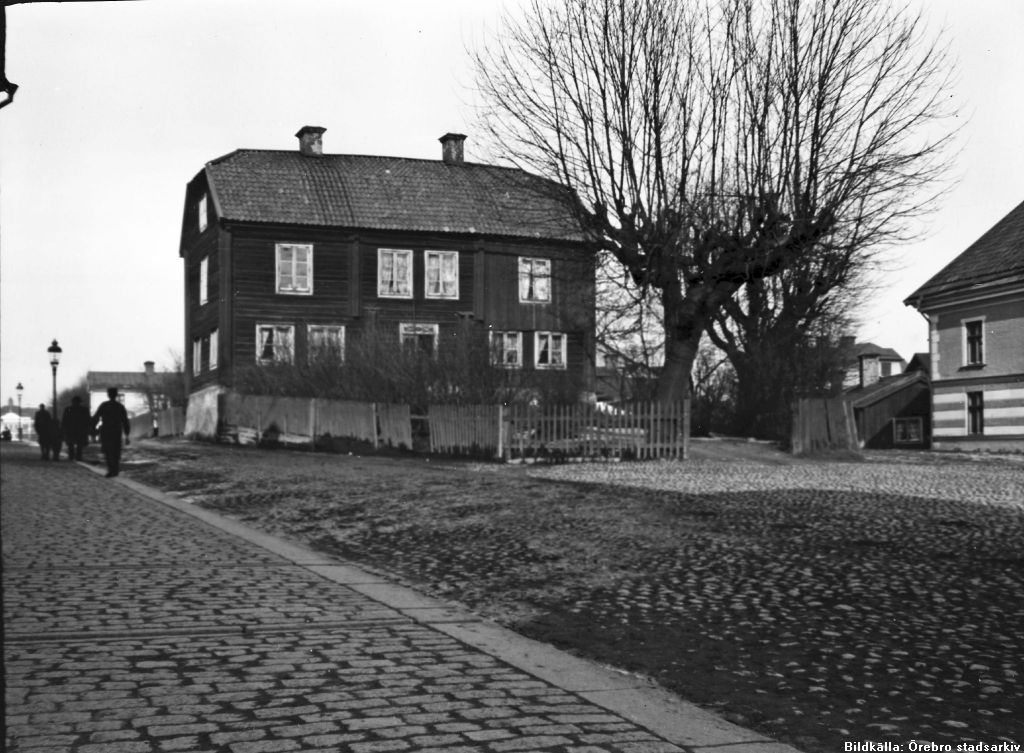
Huset "Blåsut" eller "Kolumbus hus" (nu rivet) vid Storgatan 38 i Örebro.

Blåsut eller Kolumbus hus kallades ett hus beläget på Storgatan 38 i Örebro. Det låg på stadens högsta punkt (därav namnet "Blåsut"), framför nuvarande Olaus Petri kyrka. Det var enligt Bernhard Forsell ett av de förnämsta husen i staden.
Det finns olika uppgifter om husets ursprung. Enligt en uppgift var det i början av 1700-talet tingshus i Stora Mellösa, och flyttades sedan till staden. Enligt en annan uppgift uppfördes huset av lasarettsläkaren Lars Anders Widström, verksam vid Örebro lasarett 1794–1811. I huset bodde senare en Janne Vesterling, vars smeknamn var Kolumbus. Huset exproprierades av Örebro stad. Det revs 1912 i samband med byggnationen av Olaus Petri kyrka.